# Laván

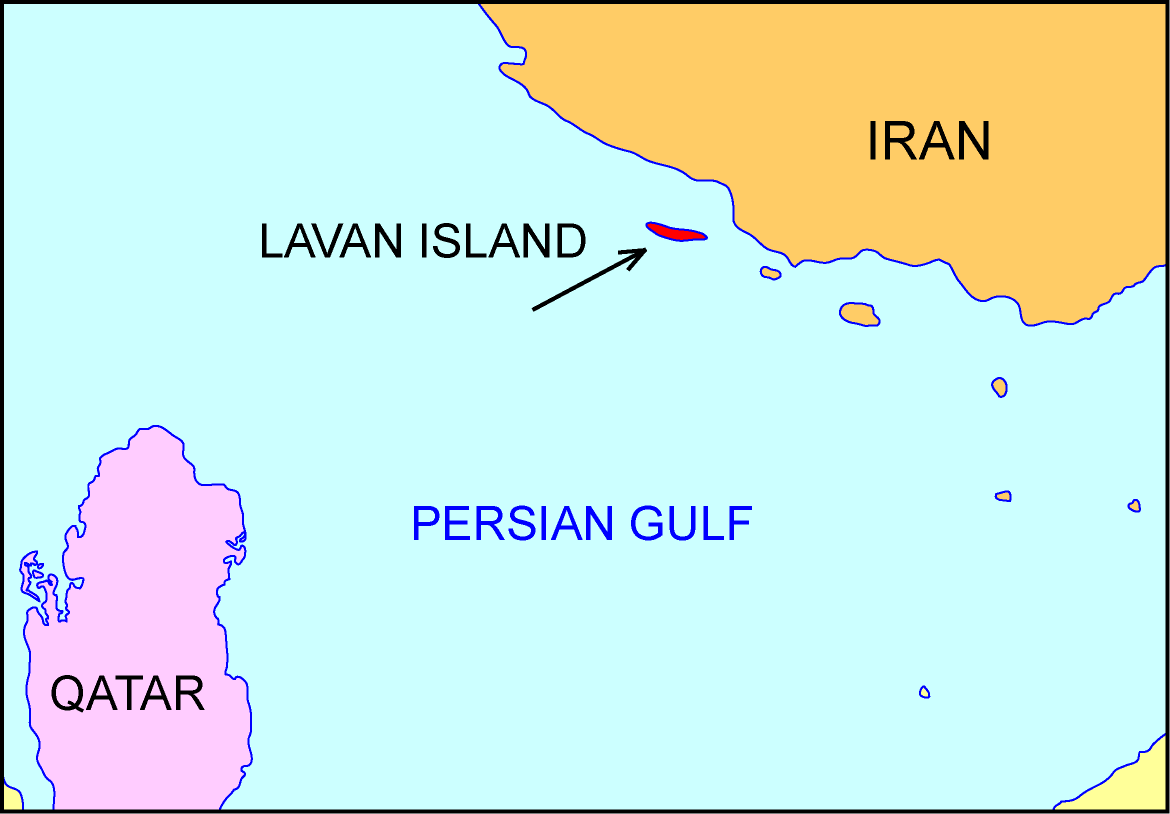
Isla de Lavan.

La isla de Lavan (en persa, Jazīreh-ye Lāvān) es una isla iraní en el golfo Pérsico. Tiene una superficie de 76 km². La isla tiene una de las cuatro mayores terminales para la exportación de crudo en Irán. La mayor está en la isla de Charag.
- Datos: Q2538602
- Multimedia: Lavan Island / Q2538602